# Sandro Rojas
Sandro Rojas (n. Quito, Pichincha, Ecuador; 18 de febrero de 1993) es un futbolista ecuatoriano que juega de mediocampista y su equipo actual es el Clan Juvenil de la Serie B de Ecuador.

## Clubes
| Club                  | País    | Año             | Partidos | Goles |
| --------------------- | ------- | --------------- | -------- | ----- |
| Liga de Quito         | Ecuador | 2011 - 2012     | 11       | 0     |
| Clan Juvenil          | Ecuador | 2013 - 2014     | 68       | 5     |
| Fuerza Amarilla       | Ecuador | 2015            | 6        | 0     |
| Espoli                | Ecuador | 2016            | 26       | 1     |
| Técnico Universitario | Ecuador | 2017            | 1        | 0     |
| América SC            | Ecuador | 2017            | 6        | 1     |
| Atlético Saquisilí    | Ecuador | 2017            |          |       |
| Clan Juvenil          | Ecuador | 2018 - presente |          |       |